# Young World (nummer)
"Young World" is een nummer geschreven door Jerry Fuller en uitgevoerd door Ricky Nelson. Het werd in 1962 als single uitgebracht op Imperial Records. Het nummer bereikte nummer 5 in de Billboard Hot 100. In het Verenigd Koninkrijk bereikte het nummer de 19e plaats.

## Achtergrond
De muziek werd verzorgd door diverse sessiemuzikanten, te weten de gitarist van The Wrecking Crew Glen Campbell, James Burton op leadgitaar, Joe Osborn op bas, Ritchie Frost op drums en Jim Pierce op piano.

## Covers
- Arthur Alexander (album You Better Move On/1962).
- James Darren (album Love Among the Young/1964)
- Detlef Engel [de] ("Isabella" Duits/1962)
- Leif Garrett op de b-kant van zijn single, "Come Back When You Grow Up" (1977).[1]